# You'll Never Walk Alone
You'll never walk alone е официалният химн на Селтик и ФК Ливърпул. В него се пее, че никога не трябва да губиш надежда. Песента се пее и от феновете на множество отбори от Европа и света, като фк дженоа, Ипсуич, Рапид Виена, Борусия Дортмунд, Динамо Загреб, Фейенорд, Твенте, АЕК (феновете им са измислили гръцки текст на песента), Вердер Бремен, Спартак Плевен и много други.

## История
Песента е написана от Ричард Роджърс и Оскар Хамерщайн II през 1945 г. за техния мюзикъл „Карусел“. През 1963 г. поп рок групата Джери и Пейсмейкърс прави нов музикален вариант на You'll Never Walk Alone, като песента става номер 1 в продължение на 4 седмици в класациите във Великобритания. Много скоро след това песента става и химн на „Ливърпул“. На актуалната емблема на „Ливърпул“ има надпис „You'll Never Walk Alone“. Феновете на „Ливърпул“ я пеят на абсолютно всеки мач на своя отбор, особено в трудни моменти, когато отборът губи. Доста специалисти смятат, че публиката на Ливърпул прави невероятна атмосфера на мач, която никоя друга публика не може да направи.
На финала за Шампионската лига през сезон 2004/2005 „Ливърпул“ играе финал с „Милан“. На почивката „мърсисайдци“ губят с 3 – 0. Феновете на „червените“ изпяват по време на почивката песента и в началото на второто полувреме. Мощната подкрепа оказва голямо влияние върху играта на „Ливърпул“ и те вкарват 3 гола за 6 минути и докарват мача до продължения и дузпи, които печелят. Според капитана на „червените“ Стивън Джерард в този финал подкрепата на феновете е оказало голямо влияние върху самите футболисти и те са се окуражили.

## Текст
You'll Never Walk Alone 
When you walk through a storm

Hold your head up high

And don't be afraid of the dark

At the end of the storm

There is a golden sky

And the sweet silver song of a lark

Walk on through the wind

Walk on through the rain

Though your dreams be tossed and blown

Walk on, walk on

With hope in your heart

And You'll Never Walk alone

You'll never walk alone

Walk on, walk on

With hope in your heart

And you'll never walk alone

You'll never walk alone!